# Dayanara Peralta

Dayanara Mishelle Peralta Loor (Guayaquil, 31 de octubre de 1996), más conocida como Dayanara, es una cantante y modelo ecuatoriana. Es conocida por su paso en varios realities de canto infantil, haber formado parte del grupo musical Kandela & Son y por haber representado a Ecuador en el LX Festival Internacional de la Canción de Viña del Mar.

## Biografía
Dayanara Peralta nació el 31 de octubre de 1996 en Guayaquil, Ecuador, su madre es Ceci Loor, y su padre Xavier Peralta. Su inclinación por el canto se dio desde los 3 años de edad, y a los 6 años de edad modeló en fotografías para varias marcas nacionales. A la edad de 8 años empezó a estudiar canto en Borkis Entertaiment.
En 2009, participó en el programa Pequeños brillantes, un reality de canto para niños de GamaTV, a la edad de 13 años. En 2012, ganó el segundo lugar del reality Oye mi canto, de Ecuavisa, a la edad de 16 años. También fue parte de los realitys Fama o drama kids y Soy el mejor de TC Televisión.
Estudió en Quito, en el Colegio Johanes Kepler, y luego en Guayaquil, debido al trabajo del padre como supervisor de ventas, donde terminó su bachillerato en la Unidad Educativa Cenest Harvard.

### Certámenes de belleza
A los 17 años de edad, el 6 de abril de 2014, ganó el certamen de Teen América Ecuador, realizado en el Teatro Centro Cívico Eloy Alfaro de Guayaquil. Más tarde, en el certamen de Miss Teen Americas realizado en El Salvador, obtuvo el título de virreina. El 6 de febrero de 2015, a los 18 años de edad, Dayanara ganó el certamen Teen Universe realizado en Guatemala.
En 2017, fue tercera finalista en el certamen Miss Ecuador 2017, celebrado en el Polideportivo de Babahoyo, el cual ganó Daniela Cepeda. A pesar de no haber ganado, Peralta fue la favorita del público, razón por la cual obtuvo el título de Miss Popularidad.

## Carrera artística

### Música

#### Con Kandela & Son
Dayanara fue integrante del grupo musical Kandela & Son desde 2013, a la edad de 17 años, por recomendación de Juan Luis Zanelli a Loly Ochoa, representante del grupo, quién la apoyó desde los 11 o 12 años de edad, durante su paso por Pequeños brillantes. Ser parte integrante del grupo le ayudó a perfeccionar el canto, baile, expresión corporal, manejo frente a las cámaras y ante los medios. Dejó la agrupación musical en 2016, para dedicarse a sus estudios de comunicación social en la Universidad Técnica Particular de Loja.

#### Como solista
En 2017 lanzó su tema como solista con "Pobre y Triste",y en el 2018 con El Innombrable.
Participó en el LX Festival Internacional de la Canción de Viña del Mar de 2019 y concursó en la categoría de competencia internacional con el tema El Innombrable, donde obtuvo la aceptación del público y un puntaje destacado. Tuvo el apoyo vía Twitter de la cantante Mirella Cesa, ganadora del festival en 2018. Dayanara llegó a la final con una puntuación de 6, quedando en segundo lugar ante la cantante peruana Susan Ochoa quien obtuvo 6,8 de puntuación con su canción Ya no más.

### Televisión

#### En RTS
En 2016 fue invitada a formar parte del reality de competencia de RTS, Combate, por cuatro días, donde formó parte del equipo azul. Un año después regresó al programa al ser contratada como combatiente del equipo naranja, luego que renunciara a la agrupación Kandela & Son con el fin de tener más tiempo para sus estudios.

#### En Ecuavisa
En 2016 se estrenó la novela biográfica El más querido, de Ecuavisa, dirigida por Peky Andino, donde Dayanara interpretó el papel de Eva, la esposa de clase social alta de Gerardo Morán, interpretado por Francisco Oña, durante su juventud. En 2018 interpretó a "La Chonera", una joven cantante en ascenso, en la novela biográfica Sharon la Hechicera de Ecuavisa, también dirigida por Peky Andino.
Teen Universe
Dayanara, fue la ganadora del Teen Universe 2015, se preparó durante todo un año para alcanzar esta corona, luego de haber sido elegida como Teen Américas Ecuador 2014.
Bajo la dirección de Marcelo Ulloa y William Silva, Dayanara Peralta Loor, cautivó con su belleza e inteligencia a un selecto jurado en la velada de belleza en la que participaron otras representantes de Estados Unidos, Paraguay, Coco's Island y México.

## Vida personal
Tras cuatro años de relación; a inicios del 2020, se comprometió con el actor Jonathan Estrada. A fines de enero de 2021, contrajeron matrimonio.

## Discografía

### Álbumes de estudio
| Año  | Álbum | Mejores posiciones | Certificaciones |
| Año  | Álbum | ECU                | Certificaciones |
| ---- | --- | ------------------ | --------------- |
| 2022 | Ecuador en la casa - Fecha de lanzamiento: 9 de octubre de 2022 - Sello discográfico: Estrada Producciones, Cartel Records/Interscope - Formato: CD, descarga digital | —                  | —               |

### Sencillos
| Año                                                       | Sencillo                    | Mejores posiciones | Certificaciones | Álbum     |
| Año                                                       | Sencillo                    | ECU                | Certificaciones | Álbum     |
| --------------------------------------------------------- | --------------------------- | ------------------ | --------------- | --------- |
| 2023                                                      | «Tonta» (con Luis Vega)     |                    |                 |           |
| 2023                                                      | «Quién» (con Américo)       | 1                  | —               | Sin álbum |
| 2022                                                      | «Ni borracha»               | 5                  | —               | Sin álbum |
| 2022                                                      | «Despedida de soltera»      | 1                  | —               | Sin álbum |
| 2022                                                      | «El Menú» (con Katie Angel) | 1                  | —               | Sin álbum |
| 2021                                                      | «Regresa A Mí»              | 1                  | —               | Sin álbum |
| 2021                                                      | «El Desquite»               | 1                  | —               | Sin álbum |
| 2020                                                      | «La número 2»               | 3                  | —               | Sin álbum |
| 2020                                                      | «Adictivo»                  | 1                  | —               | Sin álbum |
| 2019                                                      | «Cupido»                    | 2                  | —               | Sin álbum |
| 2019                                                      | «Me lo creí»                | 1                  | —               | Sin álbum |
| 2018                                                      | «Cógeme»                    | 8                  | —               | Sin álbum |
| 2018                                                      | «El Innombrable»            | 4                  | —               | Sin álbum |
| 2017                                                      | «Pobre y Triste»            | 1                  | —               | Sin álbum |
| «—» Indica que se desconoce o no alcanzó posición alguna. |                             |                    |                 |           |

### Como artista invitada
| Año                                                       | Sencillo                                             | Mejores posiciones | Certificaciones | Álbum     |
| Año                                                       | Sencillo                                             | ECU                | Certificaciones | Álbum     |
| --------------------------------------------------------- | ---------------------------------------------------- | ------------------ | --------------- | --------- |
| 2021                                                      | «Te esperaré» (con Daniel Páez)                      | —                  | —               | Sin álbum |
| 2020                                                      | «Color» (con Daniel del Valle)                       | 5                  | —               | Sin álbum |
| 2020                                                      | «Perdón» (con Johan Vera y 64 artistas ecuatorianos) | 2                  | —               | Sin álbum |
| «—» Indica que se desconoce o no alcanzó posición alguna. |                                                      |                    |                 |           |

### Otras canciones en listas
| Año                                                       | Canción                               | Mejores posiciones | Certificaciones | Álbum              |
| Año                                                       | Canción                               | ECU                | Certificaciones | Álbum              |
| --------------------------------------------------------- | ------------------------------------- | ------------------ | --------------- | ------------------ |
| 2022                                                      | «Sombras»                             | —                  | —               | Ecuador en la casa |
| 2022                                                      | «Cuando llora mi guitarra»            | —                  | —               | Ecuador en la casa |
| 2022                                                      | «Sendas distintas»                    | —                  | —               | Ecuador en la casa |
| 2022                                                      | «Pañuelo blanco» (con Paulina Tamayo) | —                  | —               | Ecuador en la casa |
| 2022                                                      | «Collar de lagrimas»                  | —                  | —               | Ecuador en la casa |
| 2022                                                      | «El alma en los labios»               | —                  | —               | Ecuador en la casa |
| 2022                                                      | «Interval» (con Christopher Peralta)  | —                  | —               | Ecuador en la casa |
| 2022                                                      | «El aguacate»                         | —                  | —               | Ecuador en la casa |
| «—» Indica que se desconoce o no alcanzó posición alguna. |                                       |                    |                 |                    |

## Filmografía

### Series y telenovelas
| Año  | Título              | Cadena   | Personaje            | Notas              |
| ---- | ------------------- | -------- | -------------------- | ------------------ |
| 2018 | Sharon la Hechicera | Ecuavisa | Xiomara "La Chonera" | Rol antagónico     |
| 2016 | El más querido      | Ecuavisa | Eva Oviedo (joven)   | Rol recurrente     |
| 2013 | El combo amarillo   | Ecuavisa | Ella misma           | Actuación especial |

### Programas
| Año  | Programa            | Rol          |
| ---- | ------------------- | ------------ |
| 2016 | Combate             | Participante |
| 2012 | Oye mi canto        | Concursante  |
| 2009 | Pequeños brillantes | Concursante  |
| 2008 | Fama o drama KIDS   | Concursante  |

## Premios y nominaciones
| Año  | Ceremonia                                               | Categoría                        | Trabajo          | Resultado |
| ---- | ------------------------------------------------------- | -------------------------------- | ---------------- | --------- |
| 2019 | Premios TC a la música                                  | Mejor cantante pop femenino      | «Me lo creí»     | Ganadora  |
| 2019 | Premios TC a la música                                  | Mejor cantante urbano            | «Me lo creí»     | Ganadora  |
| 2019 | Premios TC a la música                                  | Mejor artista digital            | «Me lo creí»     | Ganadora  |
| 2019 | LX Festival Internacional de la Canción de Viña del Mar | Competencia Internacional        | «El Innombrable» | Nominada  |
| 2019 | LX Festival Internacional de la Canción de Viña del Mar | Mejor intérprete                 | «El Innombrable» | Nominada  |
| 2023 | Bolivia Music Awards                                    | Mejor artista Internacional      | Ella misma       | Nominada  |
| 2023 | Bolivia Music Awards                                    | Mejor Colaboración Internacional | "Tonta"          | Ganadora  |
| 2023 | Premios Heat                                            | Promesa Musical                  | Ella misma       | Nominada  |
| 2024 | Premios Heat                                            | Mejor Artista Región Andina      | Ella misma       | Nominada  |